# Hiéroglyphe égyptien M18

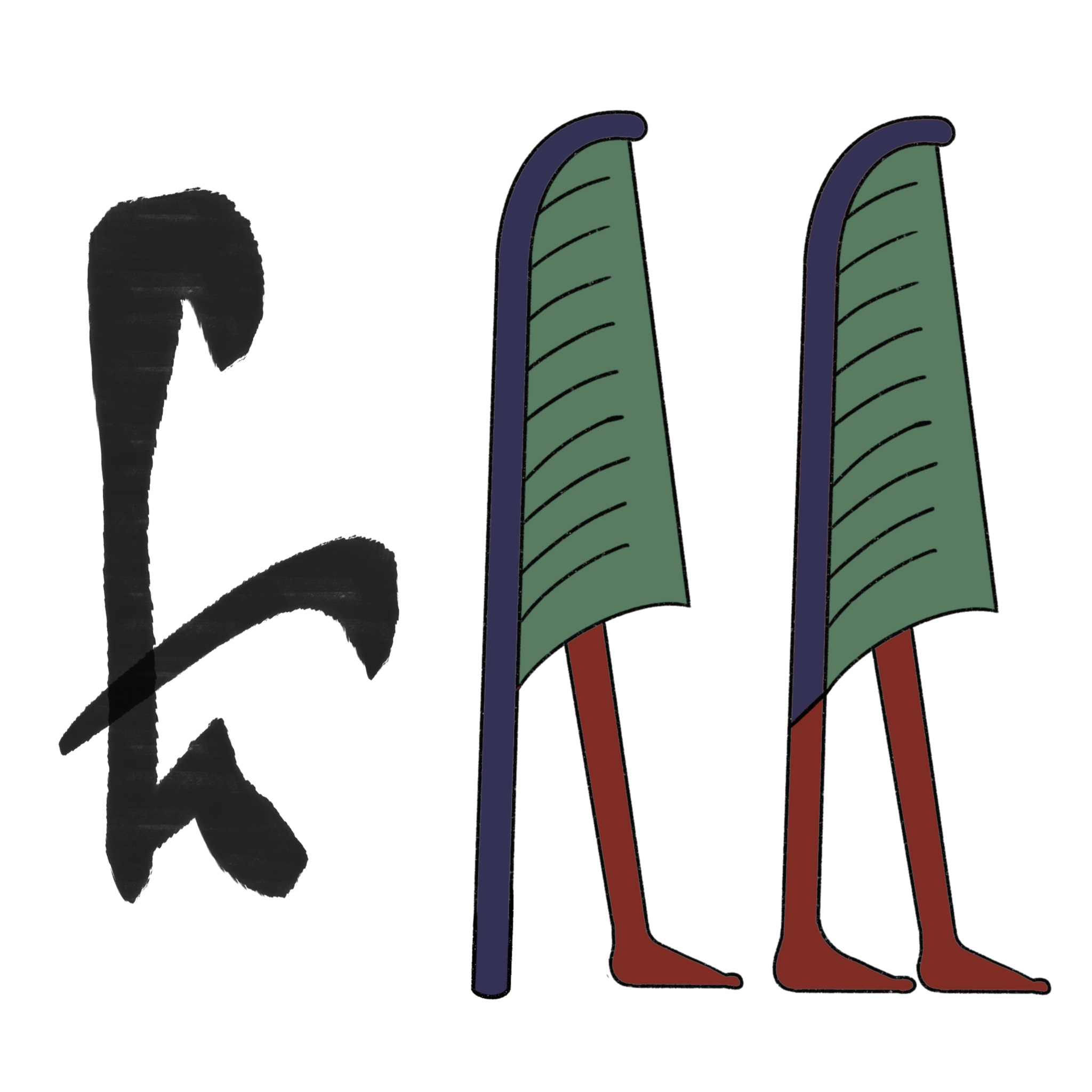
Version hiératique et hiéroglyphique

Le roseau bipède, en hiéroglyphes égyptiens, est classifié dans la  section M « Arbres et plantes » de la liste de Gardiner ; il y est noté M18.

## Représentation
Il représente la combinaison en monogramme d'un plant de roseau fleuri (hiéroglyphe M17) et d'une paire de jambe (aussi réduit à une jambe adossée à la tige) en marche (hiéroglyphe D54). Il est translittéré jj.

## Utilisation
| M17 |

| M17 |

| D54 |

| D54 |

| D54 |

| D54 |

| M18 | i | D54 | / | M18 |

| M18 | i | D54 | / | M18 |